# Горден
Горден (на нидерландски: gording) – снасти, въжета на бягащия такелаж на ветроходния кораб, с помощта на които правите платна се опъват към реите при тяхното сваляне.
В зависимост от своето местонахождение гордените получават допълнителни наименования (бик-горден за долната шкаторина на платното, нок-горден – за страничните.
Подемен горден – най-простото подемно приспособление, състоящо се от неподвижен едношкивен блок, завързан към предмет, например, марса или реята и пропуснато през него въже, шкентел. Дава удобно направление на тягата без печалба в силата.
Тънкия горден се нарича гордешок.